# Bushenyi (stad)
Bushenyi is de hoofdplaats van het district Bushenyi in het zuidwesten van Oeganda. Bushenyi telde in 2002 bij de volkstelling 22.259 inwoners.
De stad ligt op de autoweg A109 die haar in het oosten verbindt met Mbarara.